# Spencer Elden
Spencer Kenneth Royce Elden, född 7 februari 1991, är en amerikansk gatukonstnär. Tre månader gammal var han det nakna spädbarn som medverkade på omslaget på grungebandet Nirvanas musikalbum Nevermind, som släpptes 1991. Fotografen Kirk Weddle tog fotografiet på Rose Bowl Aquatic Center i Pasadena, Kalifornien och det var Weddles vänner Renata och Rick Elden som lät sin son fotograferas för $200. I en intervju med den brittiska New Musical Express i september 2006 sade han att han gillade Nirvana och skulle vilja möta de av medlemmarna som fortfarande är i livet. Elden själv har låtit sig fotograferas i liknande sammanhang 2001, 2008, 2011 samt 2016. I augusti 2021 stämde Elden bandmedlemmarna i Nirvana, Cobains dödsbo, Weddle samt Geffen Records på grund av fotografiet på skivomslaget. Enligt stämningen har Elden lidit "livslång skada" på grund av fotografiet och han hävdade att Nirvana hade överträtt federala stadgar gällande barnpornografi.
2003 fanns han med på omslaget på Cevin Keys och Ken Marshalls album The Dragon Experience och 2005 medverkade Elden i dokumentären Classic Albums: Nirvana – Nevermind. Han har studerat vid Art Center College of Design i Pasadena, Kalifornien.